# Allen (Texas)
Allen is een plaats (city) in de Amerikaanse staat Texas, en valt bestuurlijk gezien onder Collin County.

## Demografie
Bij de volkstelling in 2000 werd het aantal inwoners vastgesteld op 43.554.
In 2006 is het aantal inwoners door het United States Census Bureau geschat op 73.298,.

## Geboren
- Jim Parrack (8 februari 1981), acteur
- Brian J. Smith (12 oktober 1981), acteur